# 키몬

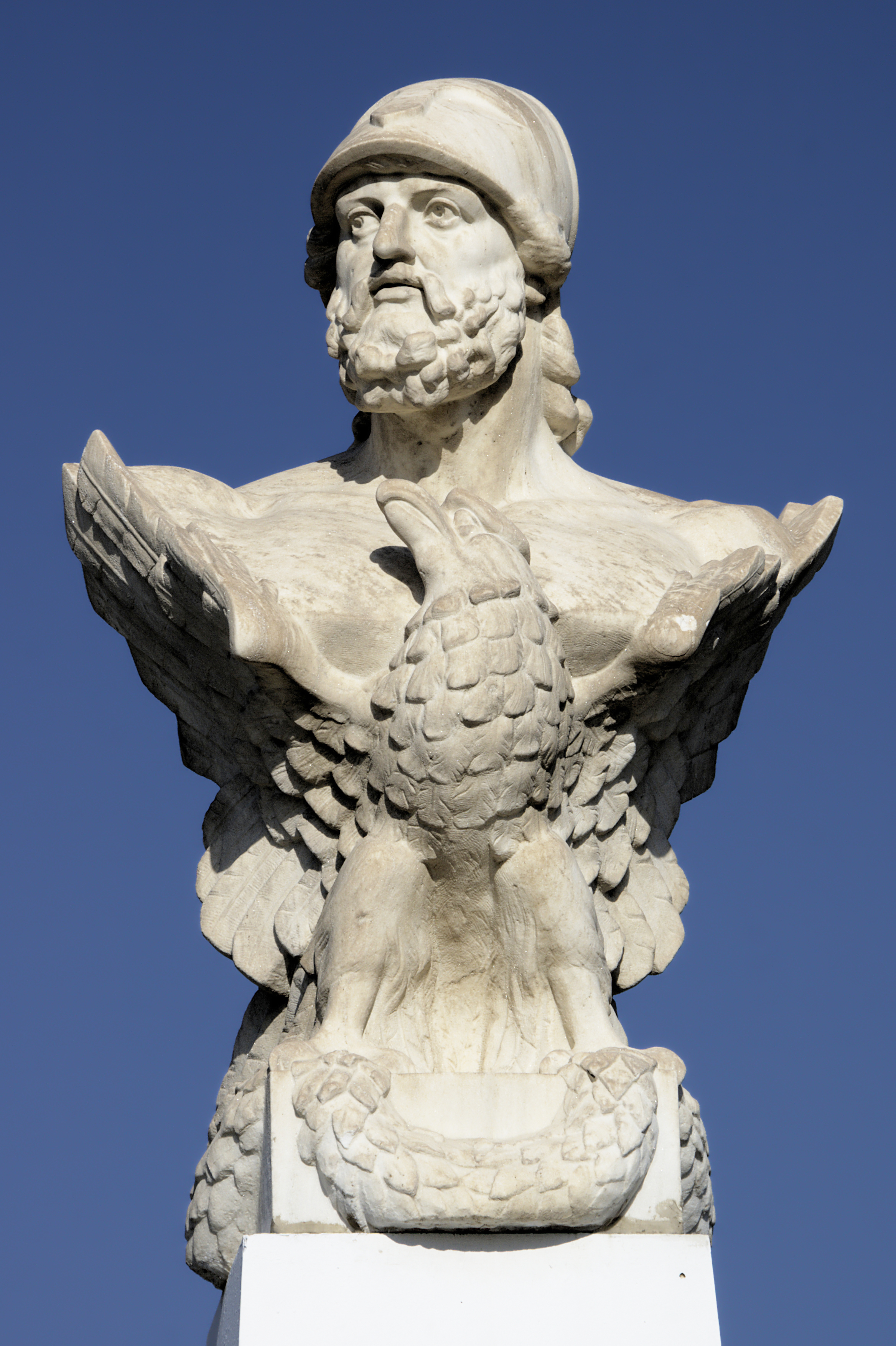

키몬(그리스어: Κίμων, 기원전 510년 ~ 기원전 450년)은 고대 그리스 아테나이의 정치가이자 스트라테고스(장군)이며, 기원전 5세기의 고대 그리스에서 중요한 정계 인사였다. 키몬은 기원전 480년~479년에 걸친 페르시아 크세르크세스 1세의 그리스 침공이 실패한 뒤 아테나이가 해상 강국으로 부상하는데 중요한 역할을 하였다. 키몬은 군사 영웅으로 추앙받았고, 살라미스 해전 이후 제독 직위로 격상되었다.
키몬이 이룬 중요한 공적으로 기원전 466년에 에우뤼메돈 강에서 페르시아의 함대와 군대를 격멸한 일을 들 수 있다. 기원전 462년에 그는 스파르타에 헤일로타이 반란이 일어났을 때 스파르타에 지원군을 이끌고 갔으나 실패하였다. 그리하여 기원전 461년, 그는 해임되고 도편 추방으로 아테나이에서 쫓겨났다. 그러나 기원전 451년에 스파르타와 아테나이의 화의 조약을 중재하기 위해 10년의 추방 기간을 다 채우기도 전에 망명지에서 소환되었다. 그리고 키몬은 페리클레스에 대항하여 아테나이의 귀족 정파를 이끌었으며, 귀족파가 아테나이 정치를 다시 통제하고자 에피알테스의 민주정 개혁에 반대하였다.

## 같이 보기
- 플루타르코스